# 197.ª Divisão de Infantaria (Alemanha)
A 197ª Divisão de Infantaria (em alemão:197. Infanterie-Division) foi uma unidade militar que serviu no Exército alemão durante a Segunda Guerra Mundial.

## Comandantes
| Comandante                             | Data                                        |
| -------------------------------------- | ------------------------------------------- |
| Generalleutnant Hermann Meyer-Rabingen | 1 de dezembro de 1939 - 1 de abril de 1942  |
| General der Infanterie Ehrenfried Böge | 1 de abril de 1942 - 5 de novembro de 1943  |
| Generalleutnant Eugen Wößner           | 5 de novembro de 1943 - 14 de março de 1944 |
| Generalmajor Hans Hahne                | 14 de março de 1944 - 24 de junho de 1944   |

## Oficiais de operações
| Rittmeister Friedrich-Wilhelm von Mellenthin | 5 de janeiro de 1940-1 de agosto de 1940  |
| Oberstleutnant Otto Zeltmann                 | 1 de agosto de 1940-outubro de 1940       |
| Oberstleutnant Georg von Wuehlisch           | outubro de 1940-março de 1941             |
| Oberstleutnant Bolko von der Heyde           | 1 de abril de 1941-1 de fevereiro de 1943 |
| Major Helmuth Hasbach                        | fevereiro de 1943-outubro de 1943         |
| Oberstleutnant Metzel                        | outubro de 1943-10 de dezembro de 1943    |
| Major Hans-Joachim Graupe                    | ?-abril de 1944                           |
| Major Gerhard Wilhelm von Malluseck          | abril de 1944-1944                        |

## Área de operações
| Alemanha                       | dezembro de 1939 - junho de 1941 |
| Frente Oriental, setor central | junho de 1941 - junho de 1944    |